# Lasioptera tarbagataica
Lasioptera tarbagataica är en tvåvingeart som beskrevs av Fedotova 1991. Lasioptera tarbagataica ingår i släktet Lasioptera och familjen gallmyggor.
Artens utbredningsområde är Kazakstan. Inga underarter finns listade i Catalogue of Life.